# جوني باسيت
جوني باسيت (بالإنجليزية: Johnnie Bassett)‏ هو عازف قيثارة وكاتب أغاني ومغني أمريكي، ولد في 9 أكتوبر 1935 في ماريانا في الولايات المتحدة، وتوفي في 4 أغسطس 2012 في ديترويت في الولايات المتحدة بسبب سرطان.

## وصلات خارجية
- جوني باسيت على موقع ميوزك برينز (الإنجليزية)
- جوني باسيت على موقع ديسكوغز (الإنجليزية)